# Vodochody
Vodochody (deutsch Wodochod) ist eine Gemeinde in Tschechien. Sie liegt acht Kilometer südöstlich von Kralupy nad Vltavou und gehört zum Okres Praha-východ.

## Geographie
Vodochody befindet sich rechtsseitig der Moldau auf der Böhmischen Tafel in der Talmulde des Máslovický potok. Nördlich des Dorfes liegt der Flugplatz und das Gelände des Militärflugzeugherstellers Aero Vodochody.
Nachbarorte sind Postřižín und Odolena Voda im Norden, Dolínek und Panenské Břežany im Nordosten, Hoštice und Klíčany im Osten, Drasty und Klecany im Südosten, Větrušice im Süden, Libčice nad Vltavou im Südwesten, Máslovice im Westen sowie Zlončice im Nordwesten.

## Geschichte

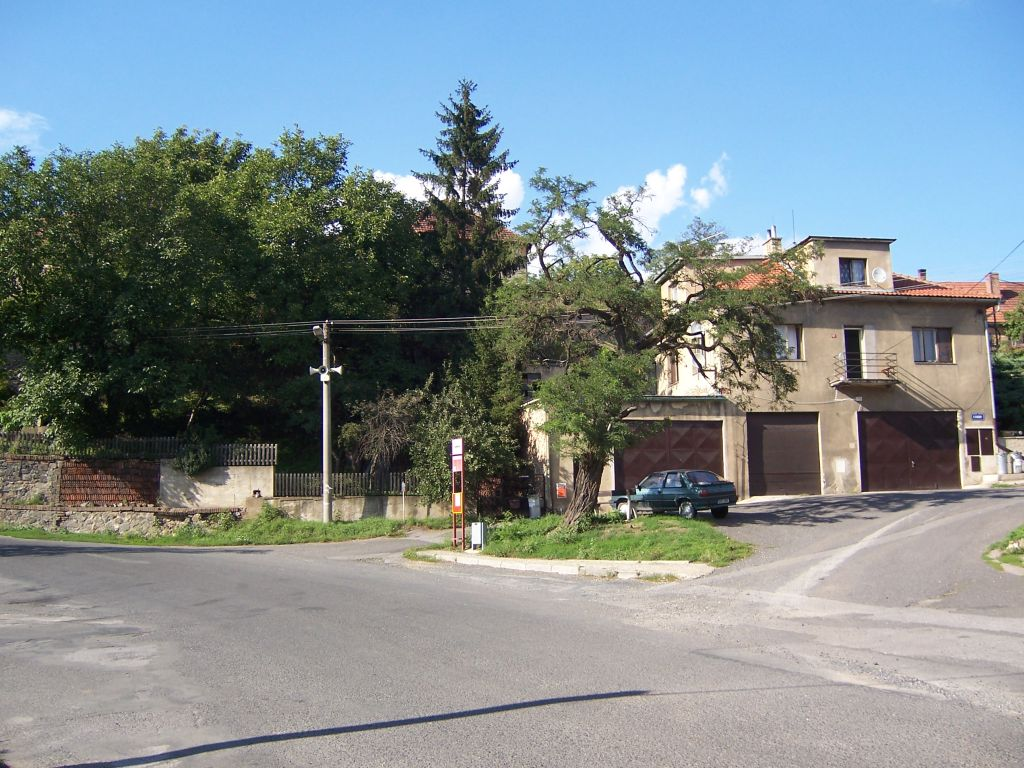
In Vodochody

Archäologische Funde weisen eine Besiedlung der Gegend in der Jungsteinzeit nach. Der erste schriftliche Nachweis des Dorfes findet sich in einer Urkunde Herzog Boleslavs II. aus dem Jahre 1000, in der er das Dorf dem Kloster Insula schenkte. Während des Dreißigjährigen Krieges wurde das Dorf verwüstet. Dabei erloschen die Feste und der Herrenhof. Im Jahre 1671 wurde das Jesuitenkolleg des hl. Kliment in der Prager Altstadt Besitzer des Dorfes.
Nach der Aufhebung der Patrimonialherrschaften bildete Vodochody ab 1850 eine Gemeinde im Bezirk Karlín. 1919 erfolgte die Gründung des Unternehmens AERO Vodochody für den Militärflugzeugbedarf der neu gegründeten Tschechoslowakei. Ab 1928 gehörte die Gemeinde zum Bezirk Praha-venkov. Ab 1946 kam die Gemeinde zum Okres Praha-sever und seit 1961 gehört sie zum Okres Praha-východ. 1961 erfolgte auch die Eingemeindung von Hoštice.

## Gemeindegliederung
Die Gemeinde Vodochody besteht aus den Ortsteilen Hoštice (Hoschtitz) und Vodochody (Wodochod).

## Sehenswürdigkeiten
- Kapelle